# 比利亚列索
比利亚列索，是西班牙卡斯蒂利亚-莱昂布尔戈斯省的一个市镇。总面积12平方公里，总人口320人（2001年），人口密度27人/平方公里。